# Bert Stern
Pour les articles homonymes, voir Stern.
Bertram Stern, connu sous le nom de Bert Stern, né le 3 octobre 1929 à Brooklyn (New York) et mort le 26 juin 2013, à 83 ans à son domicile de Manhattan (même ville), est un photographe de mode américain, spécialiste de portraits de célébrités.

## Biographie
Il est né le 3 octobre 1929 à Brooklyn, fils d'un photographe pour enfants. Il abandonne les études à 16 ans, et commence à travailler au service du courrier du magazine Look. Il y fait la connaissance de Stanley Kubrick, à l'époque jeune photographes de ce magazine. Il monte ensuite les échelons au sein de ce magazine, devient l'assistant du directeur artistique, et commence aussi à exercer comme photographe. 
Après son service militaire, il est recruté en 1955 comme photographe commercial pour une campagne promotionnelle de la vodka Smirnoff. Il pose un verre de vodka devant la grande Pyramide de Khéops, avec le reflet de ce monument à l'envers dans la boisson : l'image est une innovation à l'époque. Il devient un protographe commercial et publicitaire très prisé.
Il est aussi réalisateur. Il réalise ainsi en 1959 Jazz on a Summer’s Day, un film documentaire sur le festival de jazz de Newport de 1958. En 1999, le film a été sélectionné par la Bibliothèque du congrès des États-Unis pour être conservé par le National Film Registry,.
Stern travaille comme photographe pour Lolita de Stanley Kubrick, et il prend les photographies de Sue Lyon pour l'affiche du film qui devint célèbre. Il photographie aussi Audrey Hepburn pour le numéro de mai 1963 de Vogue Paris, la muse Ruth Kligman, les chanteuses et actrices Madonna, Kylie Minogue, Drew Barrymore et Lindsay Lohan (recréant The Last Sitting), entre autres, en plus de son travail pour la publicité. En 1963, il lui est demandé de suivre Richard Burton et Elizabeth Taylor sur le tournage du film Cléopâtre. Les trois devient des amis, et il peut photographier ces deux acteurs en pleine idylle, dans des scènes « intimes et détendues ».
Mais son œuvre la plus connue est sans doute The Last Sitting, une collection de 2 500 photographies prises de Marilyn Monroe sur une période de trois jours, six semaines avant qu'elle meure, effectuées pour le magazine Vogue. Stern a publié Marilyn Monroe: The Complete Last Sitting en 1992,.
Stern a divorcé de la danseuse Allegra Kent (en) avec qui il a eu plusieurs enfants.
Il meurt le 26 juin 2013  à Manhattan,.